# M42接口
M42是一种标准螺纹接口的代号，因為最初應用於柏卡品牌的相機上，亦被稱為柏卡螺紋安裝座（Praktica thread mount），除柏卡之外亦被应用在例如福伦达，理光与Pentax（Pentax Spotmatic），Pentax ES，ES II相机系列上；M42继承于老式M39螺纹，并源于那个相机厂商还未尝试相机镜头必须与专用的卡口系统配套使用的时代。
当年被广泛运用的M42螺纹接口现在市场上承担此要角色。二手市场上能找到许多便宜的螺纹机身。但其通用性仍然受到许多摄影爱好者的追捧。俄国Zenit公司与富伦达最近亦推出新的M42机身，镜头产商如蔡斯，Tokina，Soligor和適馬，也推新的新老系统通用的M42镜头。
M42镜头通用性很好，只要有合适的适配器，可以转接其他系统用（比如Canon FD和EOS，Contax/Yashica，Minolta MD和AF，Nikon，Pentax K，Praktica）。对于某些摄影爱好者来说，M42是价廉物美的代名词。由于生产M42镜头品牌众多，其中不乏蔡司，施耐德，福伦达，宾得等光学巨头，在各个焦段都有一些品质优良的镜头。
M42镜头接口也不是完全都一样：除普通M42镜头通过螺纹固定外，有些镜头也安装了暗扣（福伦达，Pentax最后M42系列）。这些镜头可将光圈值传递给机身，在光圈打开的情况下也能测光。而在一般M42相机上，测光需要将光圈收小到预设值。此外，光圈值的电子传递也得到实现（Practica LLE）。
使用一个轴向运作的小针来关闭光圈的方式在M42镜头上也是一个标准。小针在镜头转入机身后停在6点钟方向。基本上所有M42镜头（非长焦）都带这么个小针。
1. ↑  . www.questarcorporation.com. 2017-03-01  [2024-09-20]. （原始内容存档于2024-12-25） （英语）.